# Этюд (музыка)
Этю́д (фр. étude — «изучение») — инструментальная пьеса, как правило, небольшого объёма, основанная на частом применении какого-либо трудного приёма исполнения и предназначенная для усовершенствования техники исполнителя, в частности для повышения уровня владения инструментом.

## История
Жанр этюда известен с XVIII века. В современном понятии в качестве самостоятельного жанра представлен в музыкальной практике с XIX века, что связано с развитием музыкальных инструментов, совершенствованием техники и подъёмом виртуозного исполнительства. Среди композиторов, создававших этюды, наиболее известен Карл Черни: он автор более чем тысячи фортепианных этюдов разного уровня и разных типов техники, объединённых в циклы («Школа беглости пальцев», «Школа фуги» и др.). На новый уровень этот жанр вывел Фридерик Шопен: его этюды не только являются упражнениями на технику, но также имеют большую художественную ценность и часто исполняются в концертах; он также завоевал признание слушателей в светских салонах, благодаря чему начал обретать популярность. В творчестве композиторов-романтиков этюды нередко объединяются в циклы, приближающиеся по духу к сюите. Среди выдающихся композиторов, писавших этюды для фортепиано, — Роберт Шуман («Симфонические этюды», op. 13), Ференц Лист («Этюды высшего исполнительского мастерства», известные также как «Трансцендентные этюды»; «Этюды по каприсам Паганини»; «Большие концертные этюды» и др.), Шарль Валантен Алькан («12 этюдов во всех минорных тональностях», op. 39; «12 этюдов во всех мажорных тональностях», op. 35; «Три пьесы в патетическом духе», op. 15; «Три бравурных этюда-скерцо», op. 16; «Три бравурных этюда — блестящие импровизации», op. 12b; «Три больших этюда», op. 76; концертные этюды «Рыцарь» си-бемоль мажор, op. 17; «Железная дорога» ре минор, op. 27).

## Репертуар
Существуют этюды для разных инструментов (зачастую их авторами становились сами исполнители, так как сочинение этюда не требует больших композиторских навыков, а сложности исполнения им были хорошо известны): циклы этюдов для гитары Маттео Каркасси, Фердинандо Карулли, Мауро Джулиани; для скрипки — Анри Вьетана и Шарля Берио; для виолончели — Давида Поппера («Высшая школа игры на виолончели»); для кларнета — Бориса Дикова и Александра Штарка и других.